# 須能咲良
須能 咲良(すの さくら、2002年3月29日 - ）は、日本のグラビアアイドル。

## 経歴
芸能界に入ってきたきっかけが、大学在学中に現在の所属事務所にスカウトされて入ってきたこと。
2024年6月にミルキーグラマーでグラビアデビューした。

## 人物
大学を卒業して栄養士資格証の取得および普段の会社員業務をしながら副業としてジムトレーナーとして活動する。

## 作品

### イメージビデオ
- ミルキー・グラマー（2024年6月21日発売、竹書房）[4]
- Sakura Bloom（2025年2月26日発売、スパイスビジュアル）[5]
- 進め！（2025年8月26日発売、エアーコントロール）[6]

### 写真集
- 週刊GIRLS-PEDIA110（2025年4月1日発売、KADOKAWA）